# União da Vitória Airport
União da Vitória Airport (portugisiska: Aeroporto de União da Vitória) är en flygplats i Brasilien.   Den ligger i delstaten Santa Catarina, i den södra delen av landet, 1 200 km söder om huvudstaden Brasília. União da Vitória Airport ligger 748 meter över havet.
Terrängen runt União da Vitória Airport är kuperad västerut, men österut är den platt. Närmaste större samhälle är Porto União, 1,2 km väster om União da Vitória Airport.
Runt União da Vitória Airport är det i huvudsak tätbebyggt. Runt União da Vitória Airport är det ganska tätbefolkat, med 67 invånare per kvadratkilometer.